# Гложенский монастырь
Гложенский монастырь святого великомученика Георгия Победоносца (болг. Гложенският манастир „Свети Великомъченик Георги Победоносец“) — православный монастырь в Болгарии. Расположен в 12 км от города Тетевен, рядом с деревнями Малык-Извор и Гложене. Построен на вершине одной из Балканских гор и внешне напоминает средневековый замок.
Монастырь был основан в XIII веке (около 1224 года) князем Георгием Гложем, бежавшем из Древнерусского государства во время монгольского вторжения 1223 года. Георгий был принят болгарским царём Иваном Асеном II и получил разрешение поселиться на этих землях. Из Киева Георгий привёз икону Георгия Победоносца, которая стала главной монастырской святыней. Кафаликон монастыря, полностью разрушенный при землетрясении 1913 года, был расписан фресками. В 1951 году на месте старой церкви была построена новая.
Во время турецкого владычества в монастыре скрывался болгарский революционер Васил Левский. По указанию князя Фердинанда в 1893 году Гложенский монастырь был заточён митрополит Тырновский Климент (Друмев), который провёл в нём 15 месяцев, питаясь солёной рыбой, которую ему тайно передавали монахи.

## История
По неподтвержденным данным, он был основан в начале тринадцатого века. Фрески старой церкви, по данным Николы Михайлова, отправленные на их изучение в 1905 году Министерством народного просвещения, датируются эпохой Боянской церкви (периодом Боянского мастера). Легенда гласит, что монастырь построил киевский князь Георгий Глож, который прибыл в Болгарию, преследуемый монголо-татарами, и царь Иван Асень II предложил ему землю здесь. По другой версии легенды, князь и его свита помогли Ивану Ассеню II свергнуть восставшего Борила и получили эту землю в знак благодарности. Там, на нынешнем месте, в 1223 году он основал поселение, которое называлось Гложене. Высоко на скале он построил монастырь, напоминающий неприступный средневековый замок-крепость — Гложенский монастырь. Согласно легенде, князь начал строить монастырь в низине, но икона святого Георгия, которую они привезли с родины, исчезла и появилась на скалах; они восприняли это как знак и построили монастырь там. Другое поселение, на западной стороне пика Камен Лисец — Киевский извор, по легенде, принадлежало русским мастерам, построившим монастырь. Исторический факт, что Иван Асень II вернулся на престол своего отца после 10 лет изгнания, в основном на русских землях, оставив Киев в 1217 году с помощью русских (киевских) дружин, и что они, по крайней мере, частично остались в Болгарии. Также возможно, что эта земля была частью личного владения одного из членов королевской семьи Асеней, а имена в этой местности связаны с пожертвованиями, которые Иван Асень II сделал Гложенскому монастырю. Во всех случаях топонимия края связана со временами Асеней: лес Азаница (Асеница) у Гложене, окрестности Ъсен (Асен), у старинного фонтана Царичин (царский). А поселок Киевский Извор существует много веков, была даже Вилайет Киево; В период Кырджали часть его жителей рассеялась и основала еще две деревни — Голям-Извор и Малык-Извор, которые стали называть свое старое место Старо-Село.
Об истории монастыря во времена османского нашествия и после падения Второго Болгарского царства не так много сведений. Не разрушились ни здание, ни церковь, ни даже башня. Предполагается, что из-за его труднодоступности, с одной стороны, а с другой, из-за отсутствия стратегического значения, никаких сложных осад и разрушений не проводилось. В старой рукописи написано, что монастырские поместья были изъяты, и монастырь впал в большую нужду. Предполагается, что в XVI и XVII веках осталось всего несколько монахов, живущих на подаяние, чтобы поддерживать его.
Затем происходит подъём. Благодаря пожертвованиям монастырь восстановил землю, количество монахов увеличилось, и монастырь стал духовным центром для окружающих кааз — Златицкой, Ловчанской и даже Плевенской, привлекательным центром для верующих, недовольных греческим духовенством и желающих говорить на болгарском языке. В конце XVIII — начале XIX века монастырь имел широкие связи по всей Болгарии и даже в Румынии и России, о чем свидетельствуют его кондики. Сохранились две старые печати тех времен, в которых он назван Киевским монастырём. Известно, что у него было много рукописей и старопечатных книг.
В монастыре открыт ряд келейных школ. Считается, что школа в самом монастыре существовала с момента его основания и продолжала готовить послушников к монашеству, священству и учительство с небольшими перерывами до Освобождения; учителями были сами монахи, они использовали церковные книги в качестве учебников. В близлежащем селе Малык-Извор был открыт женский монастырь с келейной школой. В Ловече при Гложенском монастыре открылся собственный женский монастырь, а рядом с ним — первая в городе келейная школа (во время чумы 1828 года уже существовала), которая затем стала совместной и смешанной школой. Для него он нанял лучших учителей в этих краях. Троянский и Рильский монастыри также открыли подворья в Ловече, но без школ, только с одним духовником-исповедником.
Гложенский монастырь также отправил на учёбу в Россию троих своих послушников — Лило Кынчева из села Гложене (впоследствии митрополит Тырновский Антим), Димитр Секов из села Малык-Извор (иеромонах Дионисий Симеонов, 14 лет преподававший в селах села Малык и Голям Извор. с 1894 года игумен монастыря) и Михо Динов из Гложене (с монашеским именем Евфимий, учитель в Брэиле и других местах, диакон экзарха Иосифа, священник, настоятель храма «Святой Илии» в Тетевене и Гложенском монастыре 1911—1914 годы).
Средства на эту деятельность монастырь находит за счёт пожертвований со всей страны (во времена настоятеля Хаджи Евтимия даже турок сделал крупное пожертвование), хорошего управления обширными землями, лесами, водяными мельницами и т. д. и сильной поддержки со стороны местного населения. Когда в 1856 или 1857 году пожар уничтожил большую часть келий, у монастыря возник долг, который был быстро погашен за счет добровольной помощи населения Ловчанской и Златицкой кааз. Несколько памятников с именами жертвователей XVIII—XIX веков сохранились с более древних времён. В них встречаются названия деревень Тетевен и Луковит, которые сегодня являются помакскими.
Монахи Гложенского монастыря являлись поборниками независимой Болгарской Церкви. Игумен Иоанникий (около 1840—1864) не допускал вмешательства греков в монастырские работы и давал много средств для монастырских школ, где были созданы анти-греческие настроения. Следующий настоятель хаджи Евфимий действовал непосредственно в качестве представителя Болгарской Экзархии ещё до ее признания.
Во время национально-освободительной борьбы монастырь был одной из самых безопасных баз Васила Левского. Обширные связи его близкого друга Хаджи Евфимия в окрестностях и его сведения о надёжных людях помогли создать комитеты в деревнях. Сам игумен и монах священник Кирилл являются членами Гложенского частного революционного комитета, а также священник Михаил Стефанов и священник Никола Цаков. В этом районе был создан первый революционный район. Укрытие Васила Левского сохранилось — под его кельей был подземный туннель, вырытый при строительстве монастыря. Визиты Левского держались в строжайшей тайне (в том числе из-за греческого монаха Илариона и монастырских слуг), Димитар Общий не был посвящен, и поэтому его предательство не повлияло напрямую на монастырь.
После Освобождения сюда был сослан Васил Друмев (митрополит Климент Тарновский). 14 февраля 1893 года он произнес проповедь против католицизма, защищая Православие. Это дошло до римско-католического принца Фердинанда через премьер-министра Стефана Стамболова, митрополит был приговорен к вечному изгнанию и отправлен в Гложенский монастырь. После падения правительства Стамболова он вернулся в Тырново. Сейчас в монастыре есть небольшой музей, посвящённый ему.
В 1904 году землетрясение нанесло серьезный ущерб. В 1908 году игумену Дионисию удалось восстановить кельи, построив перед церковью каменный тоннель (до этого он был деревянным). В 1913 году при новом землетрясении обломки упали со скалы, на которой опирается северная стена церкви, в результате чего в 1915 году она и южная частично обрушились. Происходит упадок, многие монастырские поместья распродаются, а деньги идут в Священный синод. В течение 15 лет — с весны 1915 года до осени 1929 года — ни Археологический музей, ни Церковный музей не снимали ценные фрески древнего храма. В 1929 году все было снесено, а место расчищено для строительства новой церкви. Построен в двух метрах южнее, освещен в 1931 году. Выдержавшая землетрясение монастырская башня также была разрушена с целью расширения монастырского двора.
После 1989 года монастырь ведет судебные иски о возвращении своей собственности.